# Coppa del Brasile di rugby a 15 2011
La Coppa del Brasile di rugby 2011 è iniziata l'7 maggio e si è conclusa il 22 ottobre con la vittoria dell'Ilhabela Rugby Clube della omonima città di Ilhabela.
Al torneo si iscrissero 12 squadre divise in cinque gruppi geograficamente distribuiti.

## Squadre partecipanti
| Equipe                                                        | Cidade                | Estado                 |
| Grupo Nordeste                                                | Grupo Nordeste        | Grupo Nordeste         |
| ------------------------------------------------------------- | --------------------- | ---------------------- |
| FTC/Bahia                                                     | Salvador              | Bahia                  |
| Solo una squadra iscritta, già qualificata per la semifinale. |                       |                        |
| Grupo Centro-Oeste                                            |                       |                        |
| Brasília                                                      | Brasilia              | Distrito Federal       |
| Campo Grande                                                  | Campo Grande          | Mato Grosso do Sul     |
| Cuiabá                                                        | Cuiabá                | Mato Grosso            |
| Goiânia                                                       | Goiânia               | Goiás                  |
| Il vincitore del torneo è qualificato per le Semifinali       |                       |                        |
| Grupo Sudeste                                                 |                       |                        |
| Ilhabela                                                      | Ilhabela              | San Paolo              |
| BH Rugby                                                      | Belo Horizonte        | Minas Gerais           |
| Guanabara                                                     | Rio de Janeiro        | Rio de Janeiro (stato) |
| Il vincitore ai quarti di finale                              |                       |                        |
| Grupo São Paulo                                               |                       |                        |
| Poli Rugby                                                    | San Paolo             | San Paolo              |
| Templários                                                    | São Bernardo do Campo | San Paolo              |
| Winner                                                        | San Paolo             | San Paolo              |
| Il vincitore ai quarti di finale                              |                       |                        |
| Grupo Grupo Sul                                               |                       |                        |
| Charrua                                                       | Porto Alegre          | Rio Grande do Sul      |
| Solo una squadra iscritta, già qualificata per la semifinale. |                       |                        |

## Grupo Centro-Oeste
| Brasilia 7 maggio 2011 | Brasília | 15 – 34 | Goiânia |  |

| Campo Grande 7 maggio 2011 | Campo Grande | 81 – 3 | Cuiabá |  |

| Goiânia 11 giugno 2011 | Goiânia | 72 – 10 | Cuiabá |  |

| Campo Grande 11 giugno 2011 | Campo Grande | 16 – 15 | Brasília |  |

| Cuiabá 27 agosto 2011 | Cuiabá | 0 – 45 | Brasília |  |

| Goiânia 27 agosto 2011 | Goiânia | 20 – 13 | Campo Grande |  |

### Classifica
| EQUIPES      | PT | G | V | N | P | 4+ | 7- | PF  | PS  | DP   |
| ------------ | -- | - | - | - | - | -- | -- | --- | --- | ---- |
| Goiânia      | 14 | 3 | 3 | 0 | 0 | 2  | 0  | 126 | 38  | +88  |
| Campo Grande | 10 | 3 | 2 | 0 | 1 | 1  | 1  | 110 | 38  | +72  |
| Brasília     | 6  | 3 | 1 | 0 | 2 | 1  | 1  | 75  | 50  | +25  |
| Cuiabá       | 0  | 3 | 0 | 0 | 3 | 0  | 0  | 13  | 198 | -185 |

## Grupo Sudest
La squadra di Belo Horizonte si ritirò dalla competizione causa il ripescaggio nel campionato Super 10.
| Ilhabela 20 agosto 2011 | Ilhabela | 17 – 3 | Guanabara | Estádio Municipal Ferreirão |

| Rio de Janeiro 3 settembre 2011 | Guanabara | 3 – 36 | Ilhabela |  |

### Classifica
| EQUIPES   | PT | G | V | N | P | 4+ | 7- | PF | PS | DP  |
| --------- | -- | - | - | - | - | -- | -- | -- | -- | --- |
| Ilhabela  | 9  | 2 | 2 | 0 | 0 | 1  | 0  | 53 | 6  | +47 |
| Guanabara | 0  | 2 | 0 | 0 | 2 | 0  | 0  | 6  | 53 | -47 |

## Grupo São Paulo
| San Paolo (Brasile) 3 luglio 2011 | Poli Rugby | 24 – 15 | Templários | CEPEUSP |

| São Bernardo do Campo 13 agosto 2011 | Templários | 20 – 14 | Winner | Clube Campestre |

| San Paolo (Brasile) 20 agosto 2011 | Winner | 18 – 16 | Poli Rugby | Band Arena |

### Classifica
| EQUIPES    | PT | G | V | N | P | 4+ | 7- | PF | PS | DP |
| ---------- | -- | - | - | - | - | -- | -- | -- | -- | -- |
| Winner     | 5+ | 2 | 1 | 0 | 1 | 0  | 1  | 32 | 36 | -4 |
| Poli Rugby | 5  | 2 | 1 | 0 | 1 | 0  | 1  | 40 | 33 | +7 |
| Templários | 4  | 2 | 1 | 0 | 1 | 0  | 0  | 35 | 38 | -3 |

+ Winner qualificato grazie allo scontro diretto

## Quarto di finale
| Ilhabela 17 settembre 2011 | Ilhabela | 47 – 7 | Winner | Estádio Municipal Ferreirão |

## Semifinale
| Aparecida de Goiânia 24 settembre 2011 | Goiânia | 19 – 10 | FTC/Bahia | Estádio Municipal Annibal Batista Toledo |

| Ilhabela 1º ottobre 2011 | Ilhabela | 18 – 17 | Charrua | Estádio Municipal Ferreirão |

## Finale
| San Paolo (Brasile) 22 ottobre 2011 | Ilhabela | 22 – 7 | Goiânia | Campo do SPAC |

## Vincitore
| Coppa del Brasile di Rugby 2011  |
| Ilhabela Rugby Clube (1º títolo) |
| -------------------------------- |

## Spareggio per l'ammissione al campionato 2012
Spareggio con l'ultima classificata del Super10 per determinare la squadra che parteciperà al Super10 del 2012
| Niterói 5 novembre 2011 | Niterói | 19 – 13 | Ilhabela |  |